# Shimada Shusuke
Shusuke Shimada (sinh ngày 10 tháng 7 năm 1976) là một cầu thủ bóng đá người Nhật Bản.

## Sự nghiệp câu lạc bộ
Shusuke Shimada đã từng chơi cho Yokohama Marinos, Yokogawa Electric, Albirex Niigata và Otsuka Pharmaceutical.